# Libertas Brianza 2020-2021
Questa voce raccoglie le informazioni riguardanti la Libertas Brianza nelle competizioni ufficiali della stagione 2020-2021.

## Organigramma societario
Area direttiva
- Presidente: Ambrogio Molteni
- Vicepresidente: Matteo Molteni
- Dirigente accompagnatore: Fabio Danielli, Mauro Mazza
- General manager: Massimo Redaelli
- Relazioni esterne: Paolo Annoni

Area tecnica
- Allenatore: Matteo Battocchio
- Allenatore in seconda: Massimo Redaelli, Lorenzo Abbiati (dal 7 novembre 2020)
- Scout man: Nicola Lasio
- Responsabile settore giovanile: Nadia Cravagna
- Addetto video check: Gianluca Giudici (dal 27 ottobre 2020)

Area comunicazione
- Ufficio stampa: Francesca Molteni
- Speaker: Marco Romualdi
- Fotografo: Patrizia Tettamanti

Area marketing
- Designer e consulente marketing: Giovanni Indorato

Area sanitaria
- Staff medico: Federica Quadrini
- Medico: Paolo Mascagni
- Fisioterapista: Marco Pellizzoni, Ivo Casella, Andrea Molteni
- Preparatore atletico: Pietro Muneratti
- Osteopata: Emanuele Muri
- Dietista: Chiara Speziali

## Rosa
| N° | Nome                | Ruolo | Data di nascita  | Squadra   |
| -- | ------------------- | ----- | ---------------- | --------- |
| 2  | Matyas Džavoronok   | P     | 5 settembre 2001 | Rep. Ceca |
| 3  | Dario Monguzzi      | C     | 23 luglio 1984   | Italia    |
| 4  | Luca Butti          | L     | 8 dicembre 1991  | Italia    |
| 5  | Matheus Motzo       | O     | 9 settembre 1999 | Italia    |
| 6  | Alessandro Galliani | S     | 22 ottobre 1998  | Italia    |
| 7  | Michele Malvestiti  | O     | 28 giugno 1998   | Italia    |
| 8  | Federico Mazza      | C     | 8 marzo 1996     | Italia    |
| 9  | Samuele Corti       | S     | 11 giugno 1999   | Italia    |
| 10 | Matteo Bertoli      | S     | 28 luglio 1988   | Italia    |
| 11 | Robert Viiber       | P     | 31 gennaio 1997  | Estonia   |
| 12 | Romolo Mariano      | S     | 18 dicembre 1991 | Italia    |
| 14 | Riccardo Regattieri | P     | 7 ottobre 2000   | Italia    |
| 15 | Alessandro Gianotti | C     | 21 ottobre 2001  | Italia    |
| 16 | Luca Pellegrinelli  | C     | 2 febbraio 1999  | Italia    |
| 17 | Matteo Picchio      | L     | 12 febbraio 2000 | Italia    |